# Grindélie rozkladitá

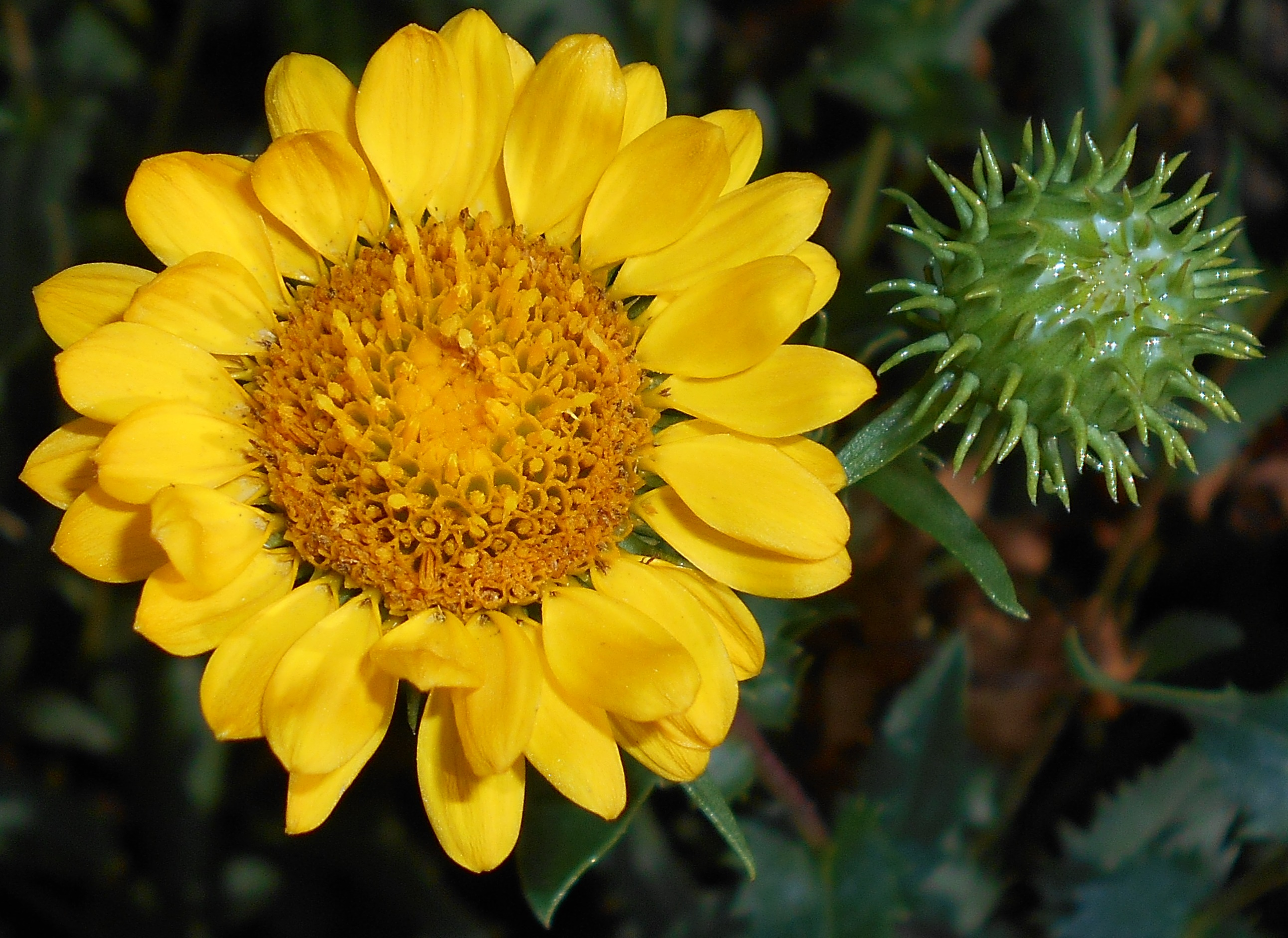
Úbor nominátního poddruhu Grindelia squarrosa squarrosa

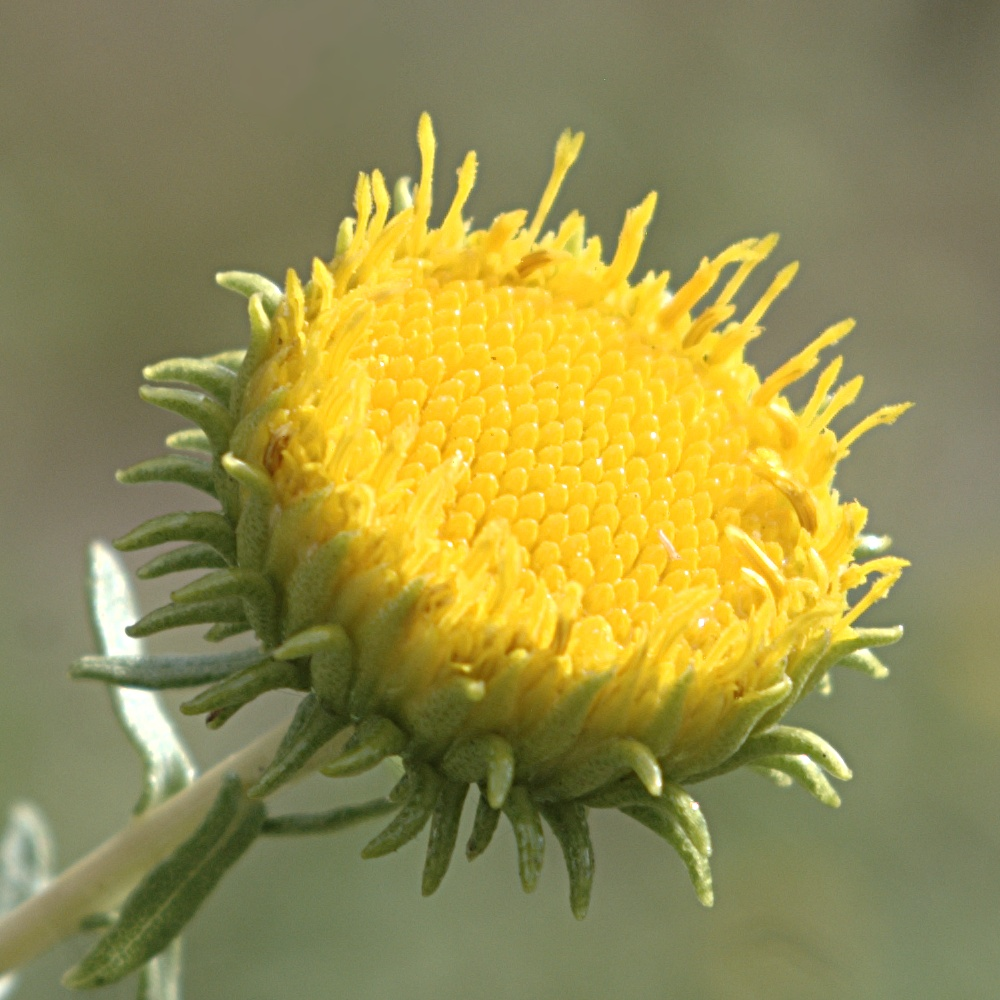
Úbor bez ligul Grindelia squarrosa nuda

Grindélie rozkladitá (Grindelia squarrosa) je okrasná dvouletá rostlina vysoká až 1 m, která v letních měsících květe žlutými květy sestavenými až do 20 úborů. Pochází ze Severní Ameriky, kde roste od jihu Kanady přes většinu území Spojených států až po střední Mexiko. Je pravděpodobné, že před rozsáhlým severoamerickým rozšířením se vyvinula na území Velkých planin a oblastí Skalnatých hor, kde se dosud vyskytuje do nadmořské výšky 2500 m n. m.
Tato nenáročná, hezky kvetoucí rostlina byla dovezena do Evropy a začala být pěstována v okrasných zahradách. Později byla rozšířena na Kavkaz, do Číny i na ruský Dálný východ, došlo k tomu pravděpodobně lidským přičiněním. Je bylinou s malých invazním potenciálem. Přestože je pěstována v okrasných zahradách, nejsou v České republice dosud důkazy pro to, že zplaňuje a uniká z kultivace do volné přírody.

## Ekologie
Je vhodnou květinou pro lehkou písčitou a středně těžkou, hlinitou půdu, která obsahuje jen málo živin. Půda může být kyselá, neutrální i zásaditá, důležitou podmínkou je však její dobré odvodnění, upřednostňuje spíše sucho než mokro. Na místech s výživnou a průběžně mírně vlhkou půdou vyrůstá rostlina do větší výšky a bývá rozložitější. Potřebuje dostatek slunce, ale na klima a nadmořskou výšku není příliš náročná. Období sucha dokáže dospělá rostlina přežít snížením emise vodní páry z listů.
Ve své domovině se obvykle vyskytuje na horských pastvinách, prériích, horských svazích, opuštěných polích, podél silnic, železničních tratí, na překladištích, skládkách a na jiných místech, kde byla v nedávné minulosti půda často narušována. Patří mezi prvé rostliny, které takovéto stanoviště osídlují, někdy se stává vážným plevelem pastvin. V prvém roce vyroste ze semene bazální růžice a druhým rokem se z kořenového systému vyvine jeden nebo více květonosných lodyh. Kvete od června do září. Ploidie druhu je 2n = 12.

## Popis
Dvouletá až krátce vytrvalá bylina s lodyhou vysokou 40 až 100 cm, vyrůstající z hrubého kořene s mnoha bočními vláknitými kořínky. Lodyha je pevná, vzpřímená, bohatě rozvětvená, lysá, zelená, nažloutlá nebo nafialovělá. Je porostlá střídavými, jednoduchými, přisedlými listy s čepelí podlouhlou, kopinatou nebo podlouhle vejčitou, dlouhou 3 až 5 cm, širokou 1 až 3 cm a lodyhu mírně objímající. Listy jsou poněkud zkroucené, na vrcholu zašpičatělé, po obvodě jemně zubaté s tupými žláznatými špičkami a na povrchu žláznatě tečkované, na dotek jsou mírně lepkavé a mají výraznou střední žilku. V horní části lodyhy jsou listy menší, více podlouhlé a někdy bývají po obvode hladké. Po poranění rostlina silně mlečí.
Na konci lodyhy a jejich větví vyrůstají samostatně nebo v chocholíku polokulovité úbory 2,5 až 3,5 cm velké s mnohořadým zákrovem, květenství mívá 3 až 20 úborů se sytě žlutými květy. Lůžko úboru je ploché nebo jen mírně vypouklé, uprostřed jsou oboupohlavné květy s pětičetnou korunou srostlou do trubky. Po obvodě je 24 až 36 jazykovitých, samčích květů s podlouhlou, jasně žlutou ligulou až 10 mm dlouhou a 3 mm širokou, která je zakončena třemi malými zuby. Zákrov úboru má silně lepkavé, namodralé, čárkovité, nazpět silně ohnuté nitkovité zákrovní listeny uspořádané v pěti či šesti řadách. Květy obsahují dostatek pylu i nektaru a jsou opylovány hlavně včelami i čmeláky.
V opylených květech vznikají plody, což jsou nažky 2 až 4 mm dlouhé, šedé až světle hnědé, podélně rýhované, s chmýrem 3 až 6 mm dlouhým.

## Rozmnožování
Rostliny se rozmnožují semeny (nažkami), která se vysévají na podzim, při jarním výsevu se pro dobré vzklíčení doporučuje tříměsíční stratifikace v chladu. Během prvého roku po vzejití semen se vytvoří jen nízká listová růžice s několika listy, která vytvoří hluboký kořínek. Během druhého roku z kořene vyroste jedna nebo více světle zelených, květných lodyh. Na stanovištích se rostliny většinou samy ze semen obnovují.

## Taxonomie
Grindélie rozkladitá se v Severní Americe vyskytuje ve třech poddruzích:
- Grindelia squarrosa Pursh subs. squarrosa,
- Grindelia squarrosa Pursh subs. nuda (Wood) A. Gray – úbory postrádají na vnějších květech liguly,
- Grindelia squarrosa Pursh subs. serrulata (Rydb.) Steyerm. – má lodyhu porostlou větším počtem úzkých listů,

Nominátní poddruh squarrosa roste v celém areálu, ostatní poddruhy se vyskytují pouze ostrůvkovitě.

## Význam
Rostlina v současnosti slouží hlavně jako okrasná bylina nenáročná na substrát i klimatické podmínky. Obsahuje saponiny, oleanolové a grindelové kyseliny, pryskyřice, silice (borneol), flavonoidy třísloviny a mnohé minerální látky. V Americe byla dříve používána v léčitelství, má zklidňující a protikřečové účinky, snižuje srdeční frekvenci a podporuje při léčbě uvolňování hlenů a jejich vykašlávání, ceněna je hlavně při léčbě bronchiálního astmatu. Z listů a kvetoucích stonků se připravuje roztok používaný v homeopatii. Z kvetoucích úborů a nezralých plodů se získává žluté a zelené barvivo, listy jsou vhodné též k léčbě kožních ekzémů a popálenin. Grindelia squarrosa je schopná extrahovat z půdy selen.